# Grundläggning av sedernas metafysik
Grundläggning av sedernas metafysik (Grundlegung zur Metaphysik der Sitten) är Immanuel Kants första moralfilosofiska verk. Han argumenterar för en a priori-grundläggning för moralen. Det är här han introducerar sitt berömda kategoriska imperativ. Boken består av ett företal och tre efterföljande avdelningar, "Övergång från den vanliga sedliga förnuftskunskapen till den filosofiska", "Övergång från den allmänt tillgängliga moralfilosofin till sedernas metafysik" och "Övergång från sedernas metafysik till kritiken av det rena praktiska förnuftet".
Syftet med verket är enligt Kant att "uppspåra och fastlägga" moralens "högsta princip". Hans slutsats (som han i själva verket inleder boken med) är att det enda obetingat goda är den goda viljan, närmare bestämt att handla av plikt med autonomi, oaktat sina handlingars "materiella" konsekvenser.
Verket utgavs för första gången 1785 med titeln Grundlegung zur Metaphysik der Sitten. Den första svenska översättningen av boken utgavs 1797 med titeln Grundläggning till Metaphysiken för seder. Översättningen stod professorn i praktisk filosofi i Uppsala, Daniel Boëthius, för. Nästa svenska översättning kom 1907 och den stod Gustaf Leffler för.